# Lopati Okelani
Lopati Okelani (17 augustus 1988) is een Tuvaluaans voetballer die uitkomt voor Nui. Als Nui geen team heeft, speelt hij voor Tofaga.
De gedrongen reservespits bleek uiteindelijk beter dan de technische staf voor mogelijk had gehouden. Met de gestalte van Romario was ook zijn scorend vermogen opvallend. Lopati speelde tot nu toe drie wedstrijden voor het Tuvaluaans voetbalelftal, waarvan twee bij de Pacific Games 2011. En hij speelde evenzo zes wedstrijden voor het Tuvaluaans zaalvoetbalteam.

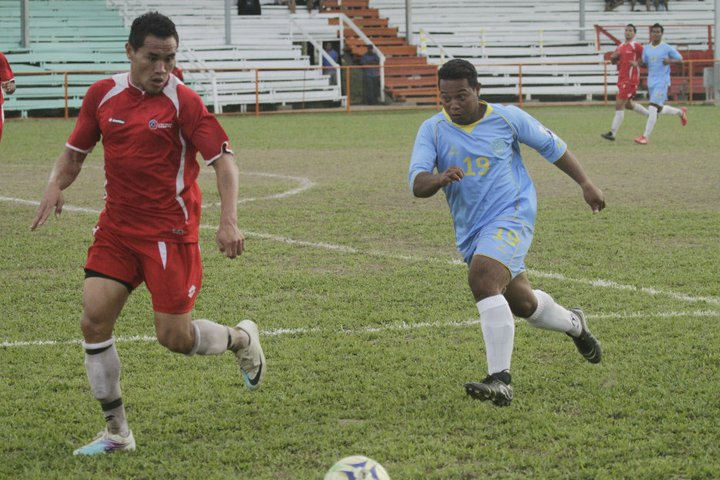
Lopati in actie tegen Samoa

1 Sieni ·
2 Pokia ·
3 Tofuola ·
4 Timuani ·
5 Takataka ·
6 Penisula ·
7 Liva ·
8 Tinilau ·
9 Tiute ·
10 Lepaio ·
11 Panapa ·
12 Petoa ·
13 Stanley ·
14 Sogivalu ·
15 Ofati ·
16 Selau ·
17 Ale ·
18 Petaia ·
19 Lima'alofa ·
20 Okelani ·
24 Tapasei ·
Coach: De Haan